# یقیشه چارنتس

پدر یقیشه چارنتس

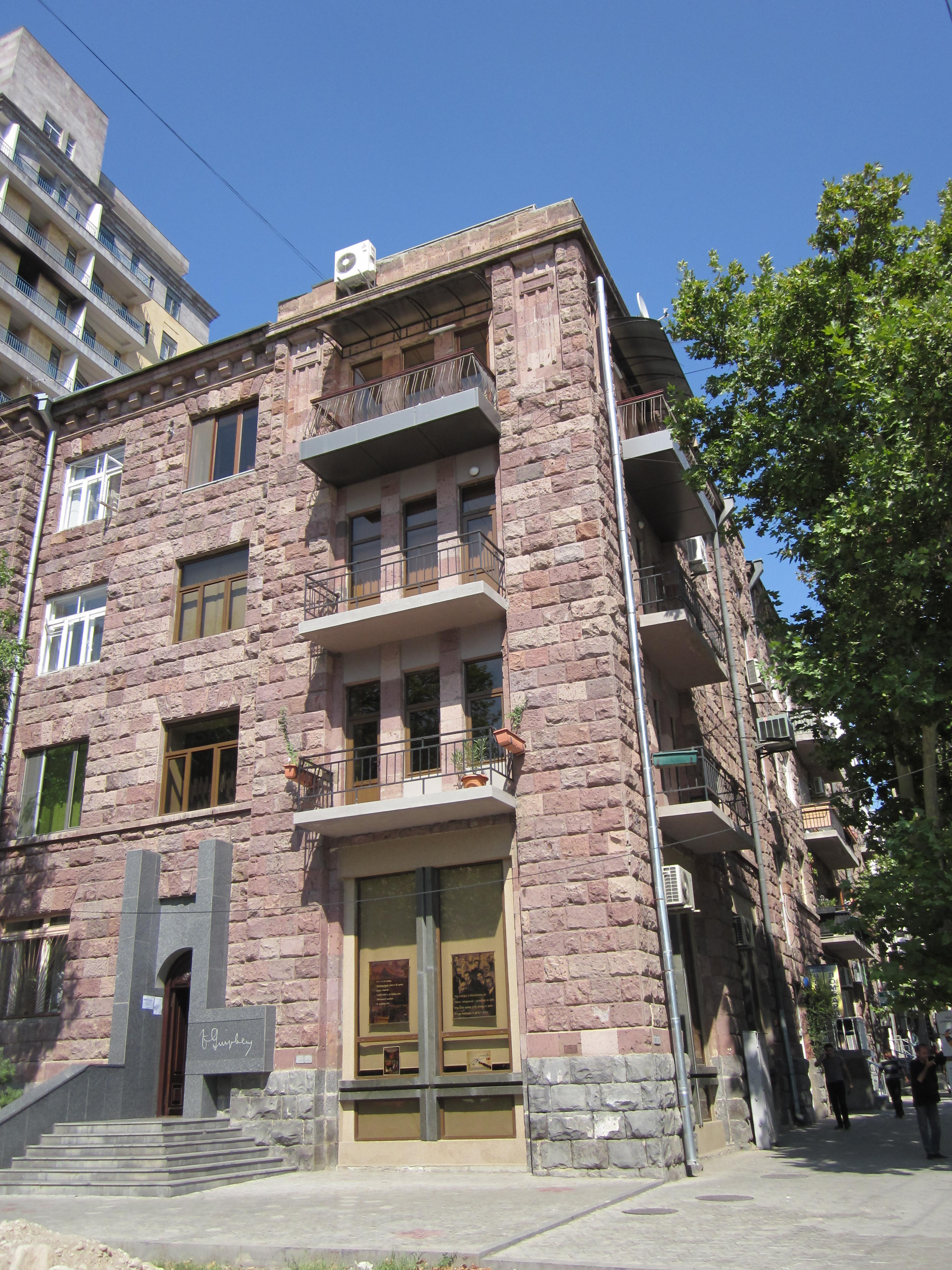
خانه‌موزه چارنتس در ایروان

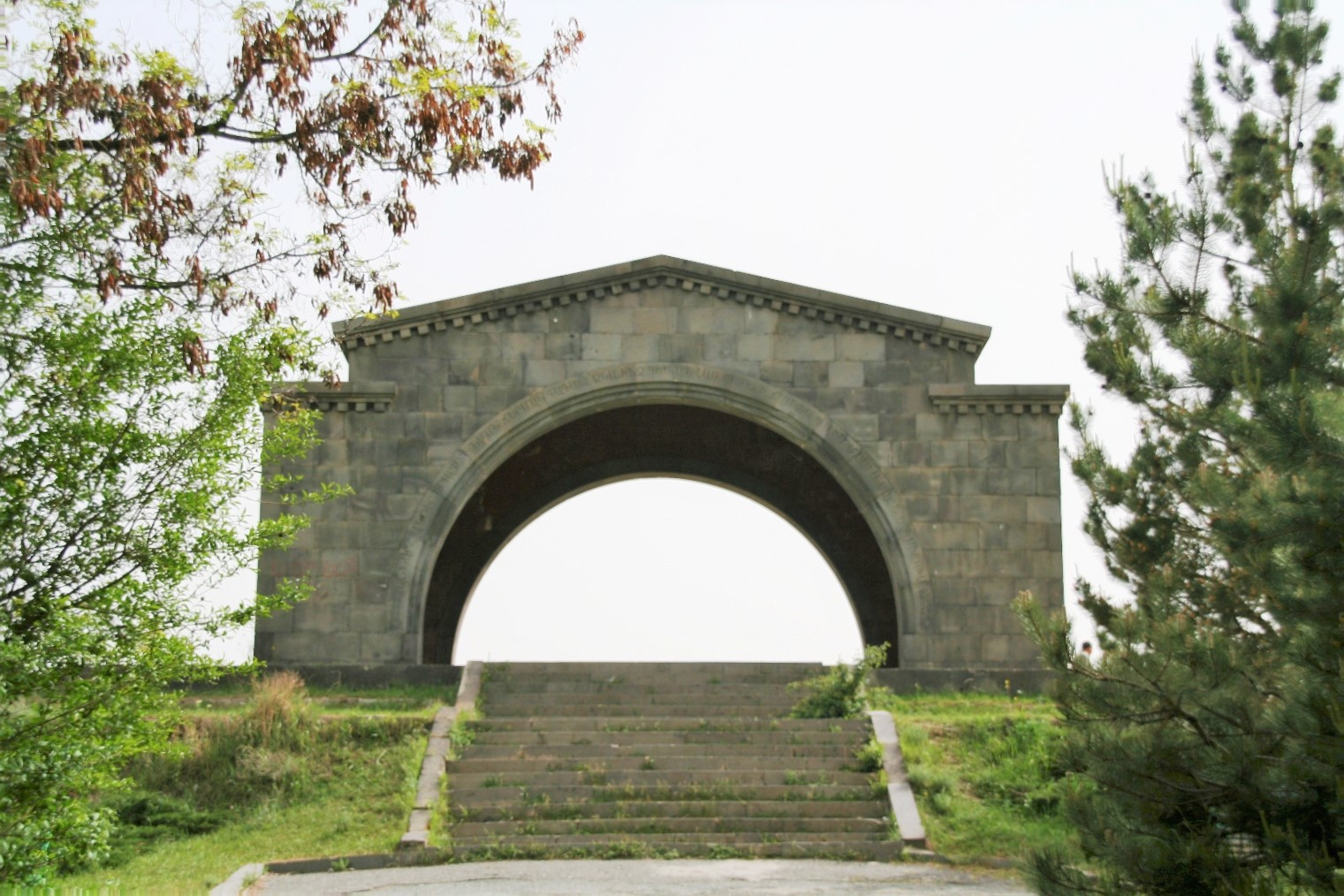
طاق چارنتس

یقیشه چارنّتّس (ارمنی: Եղիշե Չարենց؛ زادهٔ ۱۳ مارس ۱۸۹۷ - درگذشته ۲۷ نوامبر ۱۹۳۷) نویسنده، شاعر، مترجم و کنشگر اجتماعی اهل ارمنستان بود.
مجموعه‌ای بزرگ از موضوعات مختلف را که از تجربیات خودش ناشی می‌شدند در اشعارش مورد اشاره قرار داده‌است.

## زندگی
یقیشه چارنتس با نام اصلی یقیشه آبگاری سوقومونیان ارمنی: Եղիշե Աբգարի Սողոմոնյան; انگلیسی: Yeghishe Abgari Soghomonyan در روز ۱۳ مارس ۱۸۹۷ در کارس (ارمنستان غربی و سپس بخشی از امپراتوری روسیه) به دنیا آمد. پدر وی آبگار سوقومونیان فروشنده فرش بود و مادرش نام داشت. … والدین وی از ماکو ایران بدانجا نقل مکان نموده بودند. وی در بین سال‌های ۱۹۰۸ تا ۱۹۱۲ ابتدا در یک مدرسه ابتدایی ارمنی حضور یافت و سپس به در زادگاهش قارص
در سال ۱۹۱۲ نخستین شعر وی در گاهنامه ارمنی زبان «پاتانی» چاپ تفلیس منتشر شد.
نخستین کتاب وی تحت عنوان «سه ترانه به دختر غمگین» … در سال ۱۹۱۴ به چاپ رسید. در این زمان نام مستعار چارنتس (چار به معنی بد) را برگزید.
در اوت ۱۹۱۵ در سن هجده سالگی به نیروهای داوطلب ارمنی ارتش روسیه پیوست. و به مدت کوتاهی در ابتدای جنگ جهانی اول خدمت نمود. پس از آن برای ادامه تحصیل به مسکو نقل مکان نمود. و در بین سال‌های ۱۹۱۶ تا ۱۹۱۷ در دانشگاه شانیاوسکی به تحصیل پرداخت.
پس از انقلاب اکتبر وی به قفقاز بازگشت و در ابتدا در حقوق مدنی در قفقاز شمالی شرکت نمود.
در سال ۱۹۱۹ پس از آزادشدن قارص از اشغال نیروهای ترکیه وی به عنوان معلم در یکی از روستای ناحیه این منطقه مشغول به تدریس شد.
چارنتس به ارتش سرخ پیوست و در جریات جنگ داخلی روسیه … در روسیه و قفقاز جنگید
در سال ۱۹۱۹ به ایروان نقل مکان نمود جایی که ادامه زندگی اش را در آنجا گذراند.
یک سال بعد (۱۹۲۰) وزارت آموزش و پرورش به عنوان رئیس بخش هنری مشغول به کار شد.
سپس چارنتس رمان طنزگونه خویش «سرزمین نائیری» را به چاپ رساند که موفقیت بزرگی کسب نمود و دو مرتبه در زمان وی حیات در مسکو تجدید چاپ شد.
در ژوئن ۱۹۲۱ وی با آرپنیک تر-آستواتساتوریان (به ارمنی: Արփենիկ Տեր-Աստվածատրյան) ازدواج نمود. در ژوئیه ۱۹۲۱ پس از شورای شدن ارمنستان وی برای تحصیلات عالی به همراه همسرش به مسکو نقل مکان نمود.
در ژوئن وی به همراه گئورگ آبوف و آزاد وشدونی، مانیفستی تحت عنوان "Declaration of the Three" را منتشر نمود …
همسر وی در شب ۱ ژانویه ۱۹۲۷ هنگام زایمان درگذشت.
در سپتامبر ۱۹۲۶
در سال ۱۹۳۱ وی با Isabela Niazova ازدواج نمود. این زوج صاحب دو دختر به نام‌های آرپنیک و آناهید شدند. وی به یاد همسر نخست اش دخترش را آرپنیک نام نهاد.
در بین سال‌های ۱۹۲۸ تا ۱۹۳۵ شاعر در چاپخانه دولتی ارمنستان فعالیت می‌کرد.
وی در سال ۱۹۳۶ دستگیر شد. چارنتس در ساعت ۷ صبج روز ۲۷ نوامبر ۱۹۳۷ در بیمارستان زندان ایروان درگذشت.
شاعر سرانجام در ژوئیه ۱۹۳۷ زندانی شد. همسر وی نیز به همان سرنوشت دچار شد و در سال ۱۹۳۸ برای مدت پنج سال به قزاقستان تبعید شد.
در سال ۱۹۵۴ پس از مرگ استالین به وی اعاده حیثیت شد.
در سال ۱۹۷۵ خانه وی در شماره ۱۷ خیابان ماشتوتس در شهر ایروان به موزه تبدیل شد.

## افکار و سبک شعری
آثار ارزنده این شاعر نابغه ارمنی بسیار متنوع است و یکی از درخشان‌ترین صفحات ادبیات ملت ارمنی را به خود اختصاص می‌دهد. چارنتس در عرصه شعر از کلیه قوالب و اشکال شعری به طرز استادانه اعجاب‌انگیزی استفاده کرده‌است و مضامین بسیار ابعاد زندگی اجتماعی و جان انسانی را در شعرهای جاودانه اش، به زیبائی و شیوائی ارائه نموده‌است. چارنتس در نثرنویسی نیز شیوه خاص خود را دارد و آثار منثور او از بدیع‌ترین و تابناک‌ترین آثار ادبیات مردمی ملت ارمنی است.

## نمونه اشعار

### ارمنستانم را دوست می‌دارم
| من واژه خورشید طعم ارمنستان نازنینم را دوست می‌دارم          |  | اشکبار سیم ماتم آهنگ ساز قدیم مان را دوست می‌دارم              |
| عطر آتشناک سرخ گل‌ها و گل‌های چون خون را                      |  | و رقص ناز نازان دلربای دختران نائیری را دوست می‌دارم           |
| آسمان تیره و آب‌های شفاف و دریاچه نورانی مان را دوست می‌دارم  |  | آفتاب تابستان و بوران بشکوه اژدها آواز زمستان را              |
| دیوارهای سیاه کلبه‌های مهمان ندیدهٔ گم در تاریکی              |  | و سنگ‌های هزاران ساله شهرهای کهن را دوست می‌دارم                |
| به هر جا که باشم، من آوازهای محزون مان را از یاد نخواهم برد |  | کتاب‌های حروف آهنین دعا گشته‌مان را زِ یاد نخواهم برد            |
| هر چه هم که زخم‌های خونبار ما قلب من را تیز بشکافند          |  | من باز یار بی کس و خونینم - ارمنستان - را دوست می‌دارم         |
| برای قلب گرفته مشتاق من هیچ حکایت دیگر نیست                 |  | چون نارگاتسی و کوچاک جبین نورآذینی نیست                       |
| جهان در نورد قله‌ای سپید چنان‌که آرارات نیست                  |  | چون جاده‌ای افتخار دست نیازیدنی من کوه ماسیس ام را دوست می‌دارم |

### همه از آن تو باد
| هر چه از خورشید در قلب من است، همه از آن تو باد |  | هر چه از آتش و از شادی سوزان، همه از آن تو باد |
| همه را هدیه برای تو کنم، هیچ نمانا دم هور       |  | تا نلرزی تو به سرمای زمستان، همه از آن تو باد  |

## کتابشناسی
آثار مهم وی عبارتنداز: “Danteyagan arasbel” (“A legend of Dante,”) “Yergir Nayiri” (“Nayiri country,”) “Epicahgan lousapats” (“An epic dawn,”) and “Kirk Janabarhi” (“A road book. ”)
در سال‌های ۶۸–۱۹۶۲ مجموعه آثار چارنتس در ۶ جلد انتشار یافت. آثار چارنتس به اکثر زبان‌های دنیا ترجمه شده‌است.
- ۱۹۱۴ - سه ترانه به دختر غمگین و رنگ پریده
- ۱۹۱۵ - وطن چشم آبی
- ۱۹۲۴ - عمو لنین
- ۱۹۲۶ - سرزمین نائیری
- ۱۹۳۰ - سحرگاه حماسی

## برگردان به فارسی
- منظومه زیبای جنون زدگان خشم (احمد شاملو)[۳۵]

## جایزه
در جمهوری ارمنستان هر سال به بهترین ترجمه‌ها جایزه‌ای تحت عنوان «چارنتس» تعلق می‌گیرد.

## نگارخانه

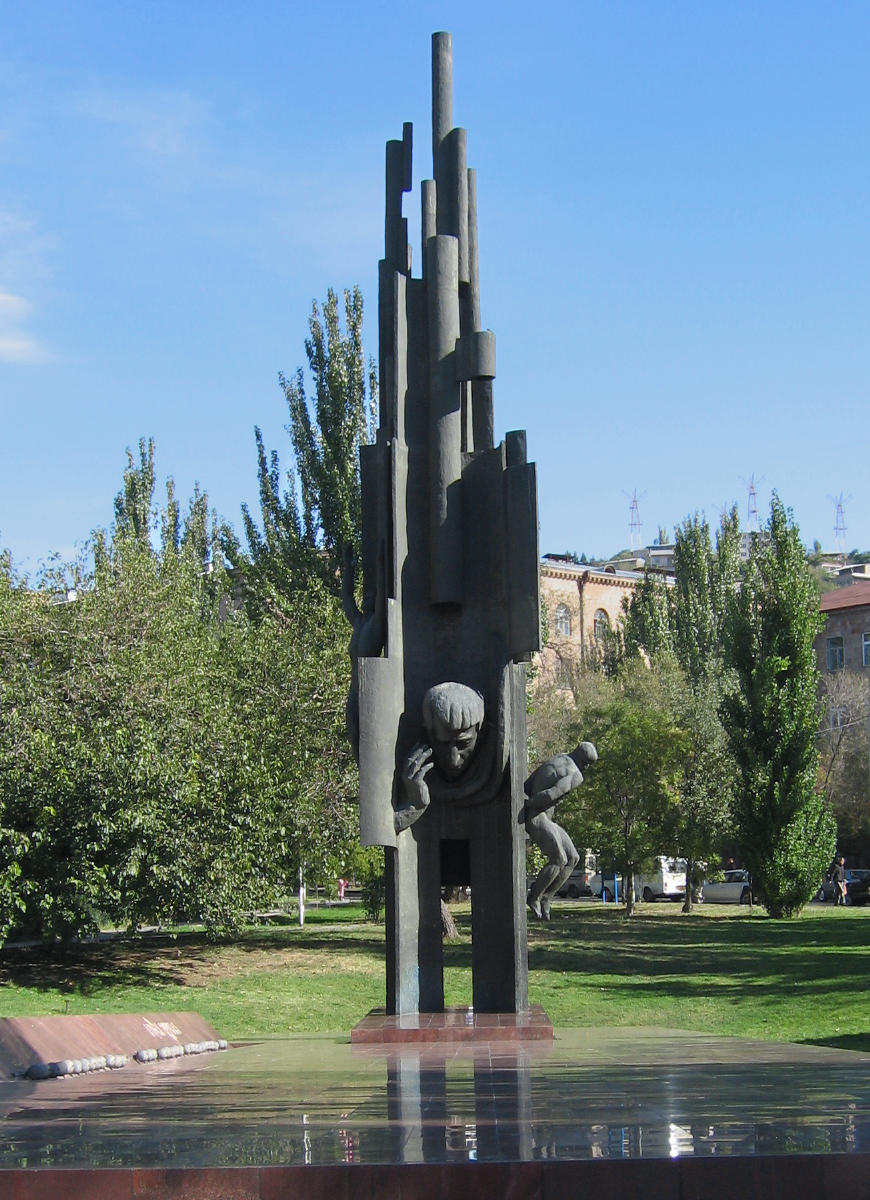
Monument in Yerevan
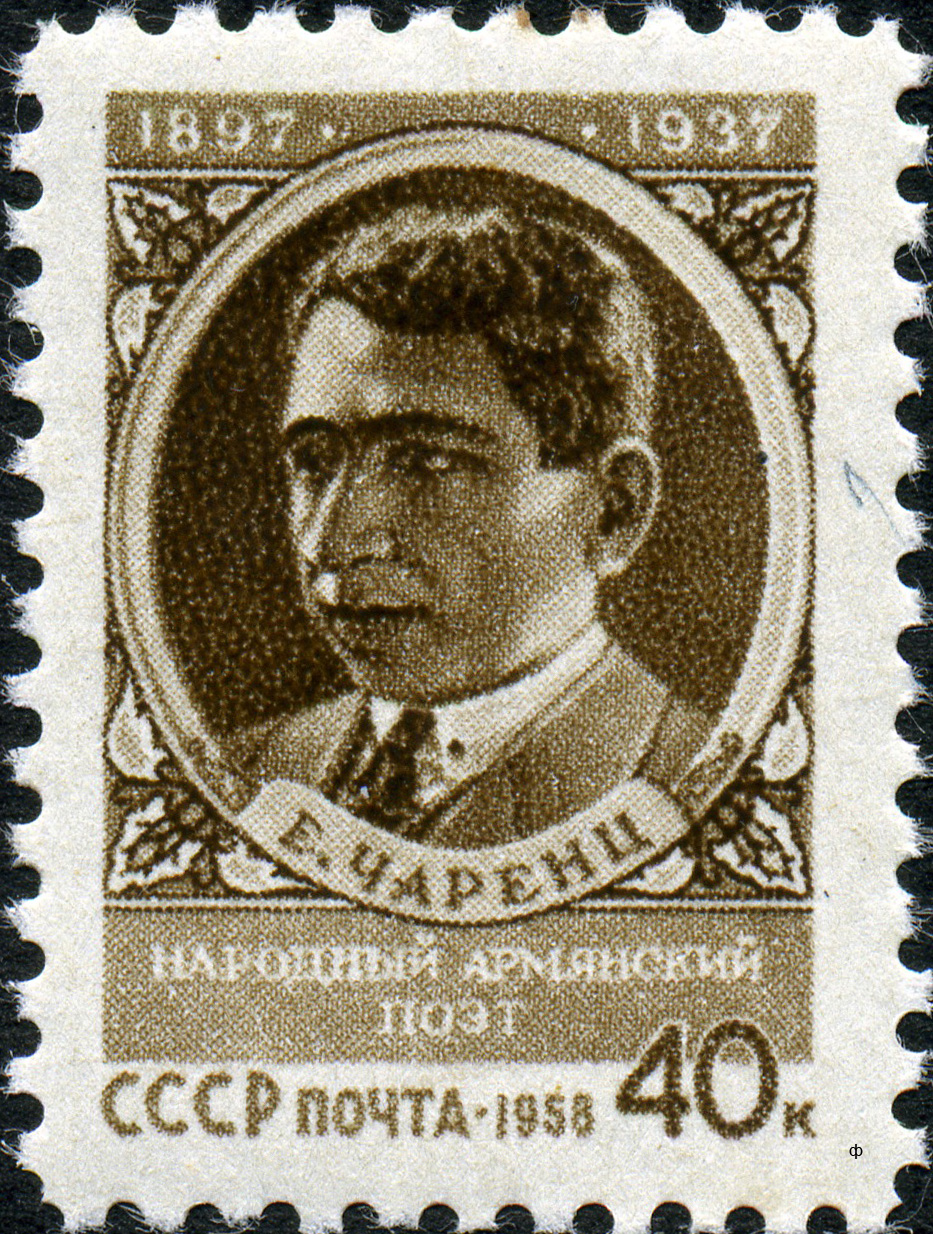
A 1958 Soviet stamp honoring Charents after his rehabilitation
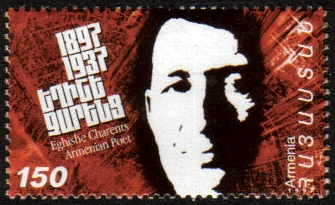
A Yeghishe Charents stamp of the Republic of Armenia (1997)
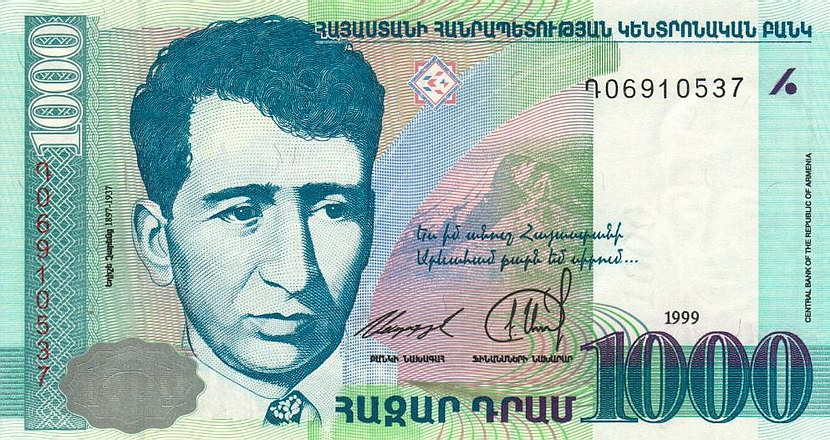
1000 Armenian drams honoring Charents
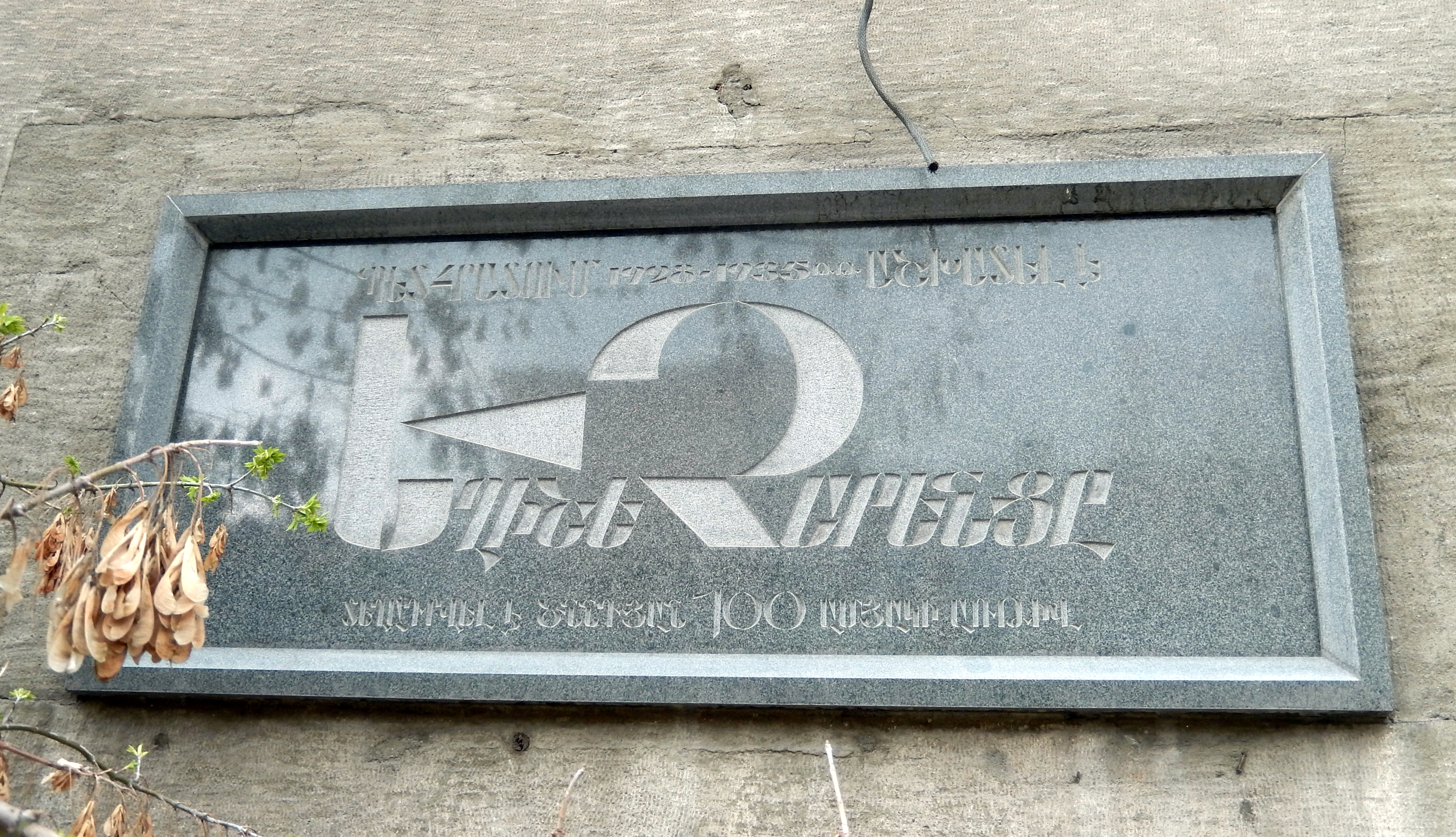
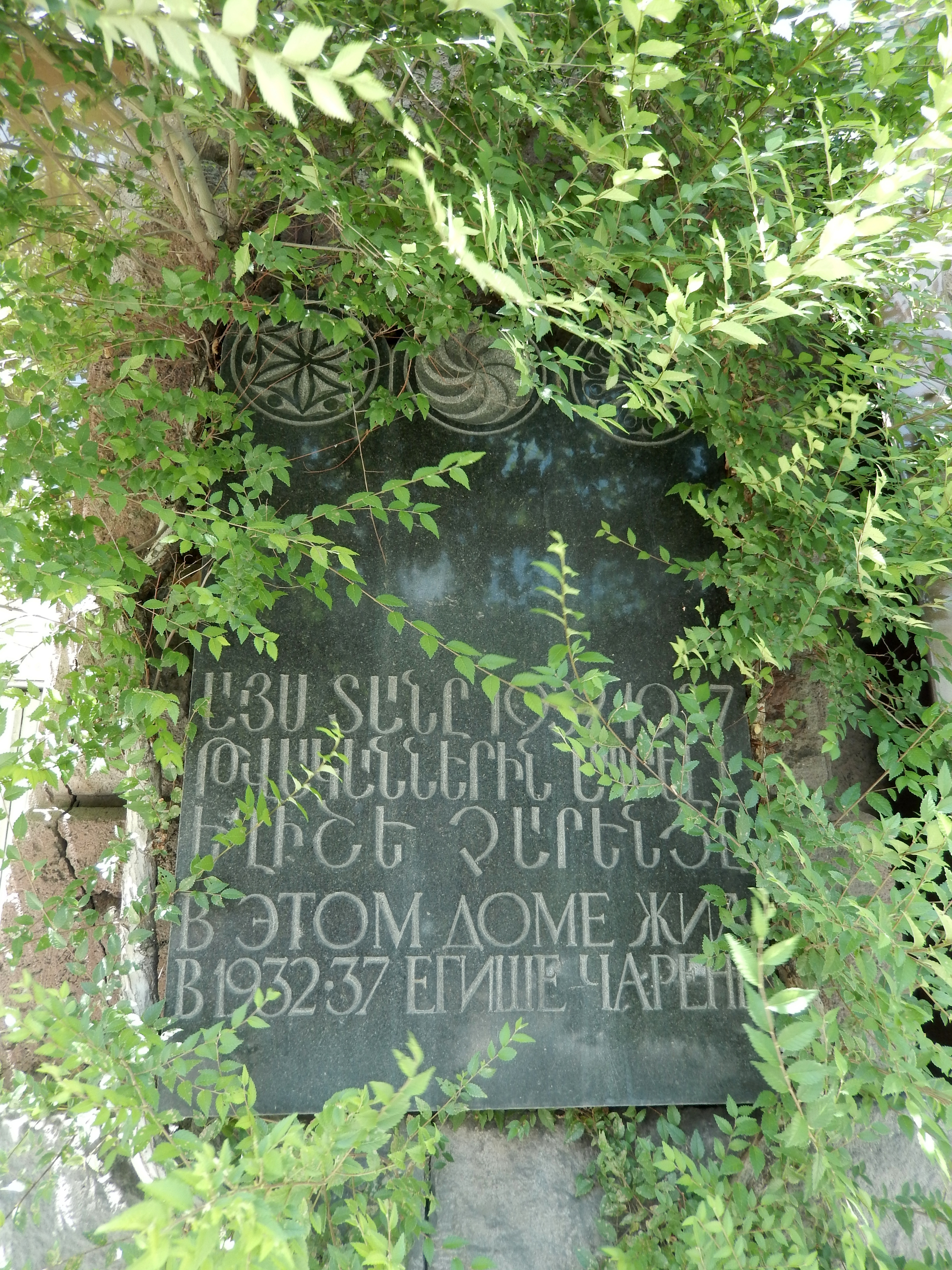

## یادداشت
1. ↑  Աբգար Սողոմոնյան-Մարգարյանց
2. ↑  Թեկղե Ավետիքի Միրզայան
3. ↑  Russian State University for the Humanities
4. ↑  Land of Nairi

- https://bigenc.ru/literature/text/4680325